# Ion N. Angelescu

Ion N. Angelescu

Ion N. Angelescu (n. 16 decembrie 1884 la Pitești – d. 16 februarie 1930 la București) a fost un economist, profesor universitar și om politic român.

## Studii
A fost licențiat în drept, litere și filozofie al Universității din București, a obținut doctoratul în științe economice la Universitatea din München cu Lujo Brentano, exponent al noii școli istorice germane.

## Activitatea profesională și politică
Ion Angelescu a fost director adjunct la Direcția de statistică din Ministerul Agriculturii și Domeniilor, director al Contabilității generale a statului și a datoriei publice în Ministerul de Finanțe, secretar general în Ministerul de Finanțe, expert în tratativele de pace cu Puterile Centrale din 1918, director general al comerțului în Ministerul Industriei și Comerțului, comisar al guvernului în consiliul de administrație al Societății Naționale de Credit Industrial, Secretar general al Ministerului de Industrie și Comerț, Ministru de Finanțe al României în Guvernul Artur Văitoianu (6 octombrie - 30 noiembrie 1919), Subsecretar de stat pe lângă Ministerul de Finanțe în Guvernul Alexandru Averescu (2) (30 august 1920 - 16 decembrie 1921) și în Guvernul Take Ionescu (17 decembrie 1921 - 19 ianuarie 1922), Președintele Consiliului Legislativ al Parlamentului, Secția a III-a economico-financiară, Rector al Academiei de Înalte Studii Comerciale și Industriale (AISCI) (1924-1929), președinte al Asociației Economiștilor din România (1926). Ca militant de seamă al PNL, a fost din 1925 deputat în Parlamentul României din partea Partidului Național Liberal.

## Activitatea didactică
Cele patru limbi de circulație internațională stăpânite (engleză, franceză, germană și italiană) reprezentând un alt argument al recunoașterii de care se bucura. Erudiția intelectuală și calitățile de economist de valoare au constituit atuurile care l-au impus printre reprezentanții de seamă ai culturii românești și îndeosebi ai științei economice. După ce s-a implicat activ alături de alți economiști de valoare în acțiunea de înființare a Academiei de Înalte Studii Comerciale și Industriale (1913), a devenit unul dintre marii profesori ai instituției. În urma concursului din 1915 a devenit membru al Catedrei de Istoria comerțului, iar apoi profesor titular în cadrul Catedrei de Știință și legislație financiară. Între anii 1924-1929 a fost rector al Academiei de Înalte Studii Comerciale și Industriale din București. 

## Scrieri
În plan publicistic se evidențiază cu lucrări precum:
- Die Kriminalitätsbewegung in Rumänien in den letzten 35 Jahren: Ursachen und Bekämpfung der Kriminalität, 168 p., Bukarest, Graphische Anstalt "Albert Baer", 1912,
- Asigurările sociale în statele moderne. 320 p., București, Tip. St. B. de Arte Grafice George Ionescu , 1913 (lucrare premiată de Academia Română în sesiunea din 1914),
- Cunoașterea și conducerea pieței economice: studiu istorico-statistic asupra evoluției naționale a popoarelor (1915),
- Începuturile capitalismului modern, 71 p., București, Tipografia Profesională "Dim. C. Ionescu", 1915,
- Istoria luptelor pentru expansiunea economică (sec. 16-sec. 20), 83 p., București : Tipografia Profesională "Dim. C. Ionescu", 1915,
- Le commerce exterieur et l'industrie nationale de la Roumanie, 36 p., Bucharest, Imprimeries "Independenta", 1916,
- Actualități financiare, Problema financiară (apărute la Iași în 1918, unde-și desfășura activitatea AISCI ca urmare a ocupației străine din România);
- Histoire Economique des Roumains, Geneva, Paris, (1919),
- Politica economică a României Mari (1919),
- Știința și legislația financiară (2 vol.),
- Politica economică a României față de politica imperialistă (1923),
- Tehnica stabilizării leului, 25 p., București, Curierul Judiciar, 1928,
- Finanțele publice ale României în ultimii 20 de ani (lucrare scrisă în ultimele luni de viață - 1929).